# ムアンラムパーン郡
ムアンラムパーン郡（ムアンラムパーンぐん）は、タイ北部のラムパーン県にある郡（アムプー）である。ラムパーン県の県庁所在地（ムアン）でもある。

## 名称
古い名前はケーラーンナコーンラムパーン。ラムパーンはタイ語: ลำปางと表記されるが『年代記』などではナコーンラムパーン (タイ語: นครลำภาง, นครลำปาง) と表記されることもある。日本語ではランパーンとも表記される。
名称の由来については以下の伝承が伝わる。仏陀がこの地域に伝道に来たとき、住民のルワ人（モン・クメール語族の北部タイに住む人のこと）がパーンと呼ばれる植物 (ต้นป้าง, ツワナ語: Chlorophytum Orchidastrum)や、蜂蜜、ココヤシなどを喜捨し、仏陀が「ここはいずれ都となる」と予言した。そこで、このルワ人が喜捨した「パーンの木の茎」すなわち「ラムパーン」にあやかり名を付けたとされる。
地元のことわざに「ラムプーン人は高徳の人、チエンマイは美人、ラムパーンは時の人」ということわざがあり、それぞれの国の人の性格を表したものとされる。ラムパーン人が「時の人」と呼ばれるのは、鉄道がチエンマイ、ラムプーンよりもラムパーンに先につくため、流行を先取りする性格があるからといわれる。

## 歴史

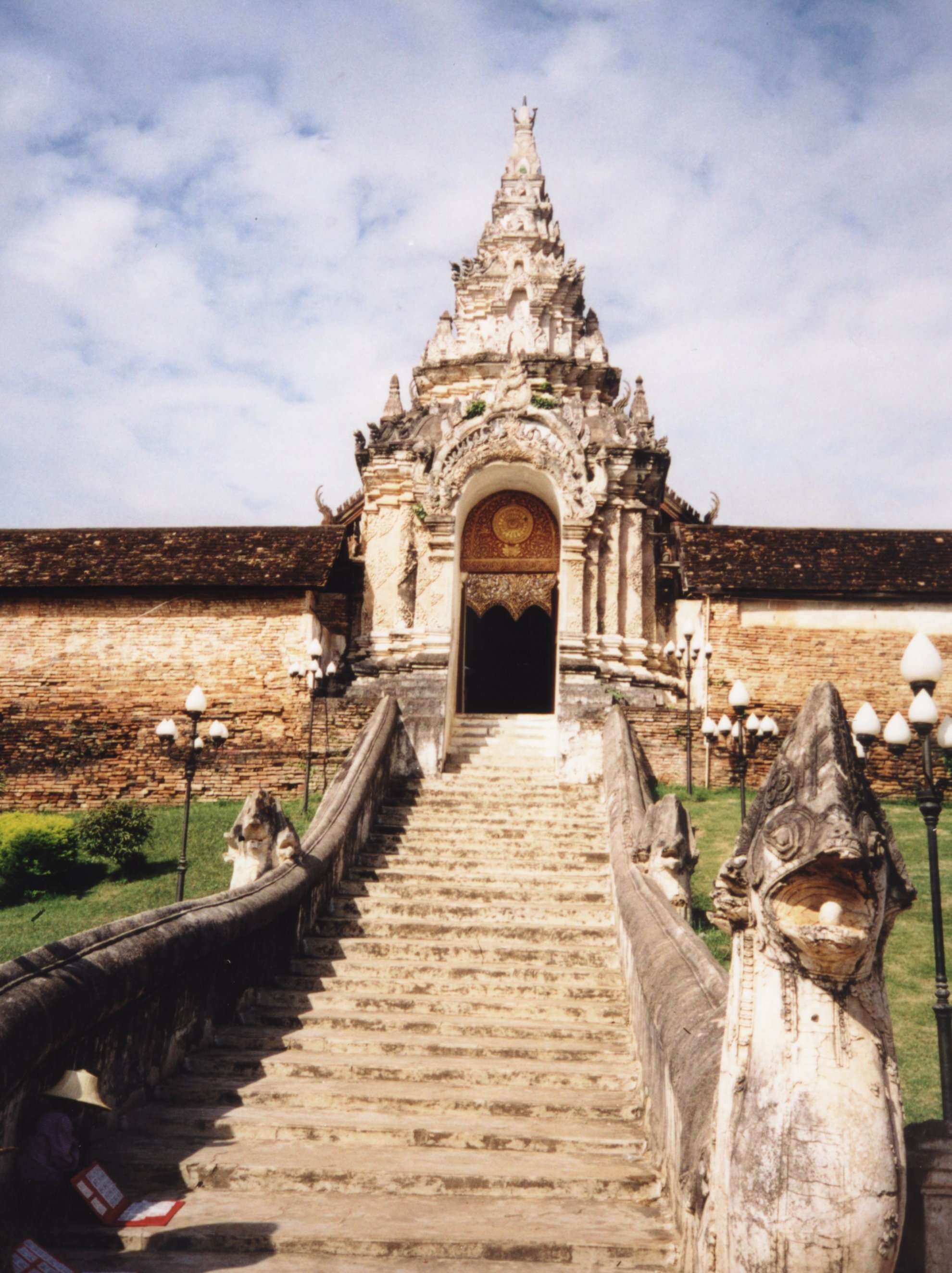
ワット・プラタートラムパーン

ラムパーンは『ジナカーラマーリー』によれば750年頃にハリプンチャイに即位したチャーマデヴィーの2番目の息子が建設したとされ、ハリプンチャイ王国において主要都市であったことが分かっている。
一方、ラーンナー王朝によって1292年、ハリプンチャイ王国が崩壊すると、ラムパーンも衰退の一途をたどった。また、1386年、1515年にはアユタヤ王朝によって攻撃されている。その後、1558年以降のビルマも同様に都市としての地位は低かったと考えられている。
1730年、ラムパーンで反ビルマの蜂起が起こるとティップチャックといわれる地元の猟師がこれを鎮圧。ティップチャックはラムパーンの国主に任命された。この後、ティップチャックの一族がラムパーンの国主を世襲。また、復興したラーンナー王朝の君主カーウィラもティップチャックの孫であり、チェットトン王家の出身地として都市としての地位はにわかに高くなった。
チェットトン王家によるラムパーン国主の世襲は1922年のラーチャブットまで続き、最後の国主ラーチャブットは同年、主権を完全に中央政府に返還し、名実ともにラムパーンはラムパーン県の郡の地位に収まった。

## 地理
ワン川の形成した台地にあり、チーク材などの材木が豊富である。
交通は、市内にはラムパーン空港があり、国道1号線（パホンヨーティン通り）が南北に、国道11号線が東西に走っている。また、バンコク - チエンマイ間の鉄道も通っている。

## 経済
地域の主な産業は農業であるが、カオリナイトを含んだ粘土などが産出されるため、市内には多くの陶磁器生産工場がある。また、チーク材なども主な産物である。

## 行政区分
ラムパーン市内は19のタムボンに分かれ、その下位に179の村（ムーバーン）が存在する。また、4の自治体（テーサバーン）が存在し、以下のようになっている。
- テーサバーンナコーン・ラムパーン …… タムボン・ウィエンヌア、タムボン・スワンドーク、タムボン・ソップトゥイ全体と、タムボン・フワウィエン、タムボン・ピチャイ、タムボン・チョムプー、タムボン・プラバート、タムボン・ボーヘーオのそれぞれ一部
- テーサバーンムアン・ケーラーンナコーン …… タムボン・クルワイペ、タムボン・ポンセーントーンの全体および、タムボン・プラバートおよびタムボン・チョムプーの一部
- テーサバーンタムボン・ボーヘーオ …… タムボン・ボーヘーオの一部
- テーサバーンタムボン・ピチャイ …… タムボン・ピチャイの一部

なお、郡内には11のタムボン行政体（オンカーンボーリハーンスワンタムボン）が設置されている。以下は市内のタムボンの一覧である。
- タムボン・ウィエンヌア …… タイ語: ตำบลเวียงเหนือ
- タムボン・フワウィエン …… タイ語: ตำบลหัวเวียง
- タムボン・スワンドーク …… タイ語: ตำบลสวนดอก
- タムボン・ソップトゥイ …… タイ語: ตำบลสบตุ๋ย
- タムボン・プラバート …… タイ語: ตำบลพระบาท
- タムボン・チョムプー …… タイ語: ตำบลชมพู
- タムボン・クルワイペ …… タイ語: ตำบลกล้วยแพะ
- タムボン・ポンセーントーン …… タイ語: ตำบลปงแสนทอง
- タムボン・バーンレーン …… タイ語: ตำบลบ้านแลง
- タムボン・ナーンサデット …… タイ語: ตำบลบ้านเสด็จ
- タムボン・ピチャイ …… タイ語: ตำบลพิชัย
- タムボン・トゥンファーイ …… タイ語: ตำบลทุ่งฝาย
- タムボン・ナーンウアム …… タイ語: ตำบลบ้านเอื้อม
- タムボン・バーンパオ …… タイ語: ตำบลบ้านเป้า
- タムボン・バーンカー …… タイ語: ตำบลบ้านค่า
- タムボン・ボーヘーオ …… タイ語: ตำบลบ่อแฮ้ว
- タムボン・トントンチャイ …… タイ語: ตำบลต้นธงชัย
- タムボン・ニコムパッタナー …… タイ語: ตำบลนิคมพัฒนา
- タムボン・ブンヤナークパッタナー …… タイ語: ตำบลบุญนาคพัฒนา